# Saint-Aubin-sous-Erquery
Saint-Aubin-sous-Erquery är en kommun i departementet Oise i regionen Hauts-de-France i norra Frankrike. Kommunen ligger i kantonen Clermont som tillhör arrondissementet Clermont. År 2022 hade Saint-Aubin-sous-Erquery 348 invånare.

## Befolkningsutveckling
Antalet invånare i kommunen Saint-Aubin-sous-Erquery
| Referens: INSEE |